# جردس العبيد
جردس العبيد هي قرية قرب المرج في ليبيا. سُميت جردس العبيد نسبة إلى قبيلة العبيد التي تسكنها، وتمييزاً لها عن قرية جردس جراري.
بعد انقلاب سبتمبر عام 1969، سُميت جردس الأحرار، وذلك على الأرجح بجهل حقيقة الاسم الأصلي.